# Unione Sportiva Arezzo 1969-1970
Questa pagina raccoglie le informazioni riguardanti l'Unione Sportiva Arezzo nelle competizioni ufficiali della stagione 1969-1970.

## Rosa
| N. |                   | Ruolo | Calciatore          |
| -- | ----------------- | ----- | ------------------- |
|    | Italia (bandiera) | A     | Giuliano Bertarelli |
|    | Italia (bandiera) | A     | Vincenzo Damiano    |
|    | Italia (bandiera) | C     | Fulvio Donatello    |
|    | Italia (bandiera) | D     | Luigi Farina        |
|    | Italia (bandiera) | A     | Gian Paolo Galuppi  |
|    | Italia (bandiera) | D     | Francesco Giorgini  |
|    | Italia (bandiera) | D     | Giancarlo Magi      |
|    | Italia (bandiera) | D     | Romano Micelli      |
|    | Italia (bandiera) | P     | Aldo Nardin         |
|    | Italia (bandiera) | C     | Sergio Orlandi      |

| N. |                   | Ruolo | Calciatore        |
| -- | ----------------- | ----- | ----------------- |
|    | Italia (bandiera) | D     | Elio Parolini     |
|    | Italia (bandiera) | A     | Mauro Pasqualini  |
|    | Italia (bandiera) | A     | Enrico Perego     |
|    | Italia (bandiera) | C     | Roberto Quadalti  |
|    | Italia (bandiera) | P     | Mario Rossi       |
|    | Italia (bandiera) | C     | Alessandro Taddei |
|    | Italia (bandiera) | C     | Gianni Tanello    |
|    | Italia (bandiera) | A     | Luigi Tonani      |
|    | Italia (bandiera) | D     | Benvenuto Vergani |
|    | Italia (bandiera) | D     | Sergio Vezzoso    |

## Risultati

### Campionato

#### Girone di andata
| 14 settembre 1969 1ª giornata | Arezzo | 0 – 0 | Catania |  |

| 21 settembre 1969 2ª giornata | Livorno | 0 – 0 | Arezzo |  |

| 28 settembre 1969 3ª giornata | Arezzo | 0 – 0 | Reggiana |  |

| 22 settembre 1946 4ª giornata | Piacenza | 0 – 1 | Arezzo |  |

| 12 ottobre 1969 5ª giornata | Arezzo | 0 – 0 | Perugia |  |

| 19 ottobre 1969 6ª giornata | Pisa | 0 – 0 | Arezzo |  |

| 26 ottobre 1969 7ª giornata | Mantova | 1 – 1 | Arezzo |  |

| 2 novembre 1969 8ª giornata | Arezzo | 0 – 0 | Ternana |  |

| 16 novembre 1969 9ª giornata | Reggina | 3 – 0 | Arezzo |  |

| 23 novembre 1969 10ª giornata | Arezzo | 1 – 2 | Varese |  |

| 30 novembre 1969 11ª giornata | Arezzo | 1 – 0 | Taranto |  |

| 7 dicembre 1969 12ª giornata | Genoa | 0 – 0 | Arezzo |  |

| 14 dicembre 1969 13ª giornata | Arezzo | 2 – 1 | Atalanta |  |

| 21 dicembre 1969 14ª giornata | Arezzo | 1 – 1 | Catanzaro |  |

| 28 dicembre 1969 15ª giornata | Monza | 3 – 0 | Arezzo |  |

| 4 gennaio 1970 16ª giornata | Arezzo | 2 – 0 | Como |  |

| 11 gennaio 1970 17ª giornata | Arezzo | 0 – 0 | Modena |  |

| 18 gennaio 1970 18ª giornata | Foggia | 1 – 1 | Arezzo |  |

| 25 gennaio 1970 19ª giornata | Cesena | 1 – 0 | Arezzo |  |

#### Girone di ritorno
| 1º febbraio 1970 20ª giornata | Catania | 3 – 0 | Arezzo |  |

| 8 febbraio 1970 21ª giornata | Arezzo | 1 – 1 | Livorno |  |

| 15 febbraio 1970 22ª giornata | Reggiana | 0 – 0 | Arezzo |  |

| 22 febbraio 1970 23ª giornata | Arezzo | 1 – 1 | Piacenza |  |

| 1º marzo 1970 24ª giornata | Perugia | 0 – 0 | Arezzo |  |

| 8 marzo 1970 25ª giornata | Arezzo | 0 – 0 | Pisa |  |

| 15 marzo 1970 26ª giornata | Arezzo | 0 – 0 | Mantova |  |

| 22 marzo 1970 27ª giornata | Ternana | 0 – 0 | Arezzo |  |

| 5 aprile 1970 28ª giornata | Arezzo | 0 – 0 | Reggina |  |

| 12 aprile 1970 29ª giornata | Varese | 3 – 0 | Arezzo |  |

| 19 aprile 1970 30ª giornata | Taranto | 1 – 1 | Arezzo |  |

| 26 aprile 1970 31ª giornata | Arezzo | 1 – 0 | Genoa |  |

| 3 maggio 1970 32ª giornata | Atalanta | 2 – 0 | Arezzo |  |

| 10 maggio 1970 33ª giornata | Catanzaro | 1 – 1 | Arezzo |  |

| 17 maggio 1970 34ª giornata | Arezzo | 0 – 0 | Monza |  |

| 24 maggio 1970 35ª giornata | Como | 1 – 0 | Arezzo |  |

| 31 maggio 1970 36ª giornata | Modena | 1 – 0 | Arezzo |  |

| 7 giugno 1970 37ª giornata | Arezzo | 0 – 0 | Foggia |  |

| 14 giugno 1970 38ª giornata | Arezzo | 0 – 0 | Cesena |  |

## Statistiche

### Statistiche di squadra
| Competizione | Punti | In casa | In casa | In casa | In casa | In casa | In casa | In trasferta | In trasferta | In trasferta | In trasferta | In trasferta | In trasferta | Totale | Totale | Totale | Totale | Totale | Totale | DR  |
| Competizione | Punti | G       | V       | N       | P       | Gf      | Gs      | G            | V            | N            | P            | Gf           | Gs           | G      | V      | N      | P      | Gf     | Gs     | DR  |
| ------------ | ----- | ------- | ------- | ------- | ------- | ------- | ------- | ------------ | ------------ | ------------ | ------------ | ------------ | ------------ | ------ | ------ | ------ | ------ | ------ | ------ | --- |
| Serie B      | 34    | 19      | 4       | 14      | 1       | 10      | 6       | 19           | 1            | 10           | 8            | 5            | 21           | 38     | 5      | 24     | 9      | 15     | 27     | -12 |
| Coppa Italia | 2     | 2       | 0       | 1       | 1       | 0       | 2       | 1            | 0            | 1            | 0            | 0            | 0            | 3      | 0      | 2      | 1      | 0      | 2      | -2  |
| Totale       |       | 21      | 4       | 15      | 2       | 10      | 8       | 20           | 1            | 11           | 8            | 5            | 21           | 41     | 5      | 26     | 10     | 15     | 29     | -14 |

### Statistiche dei giocatori
| Giocatore     | Serie B  | Serie B | Coppa Italia | Coppa Italia | Totale   | Totale |
| Giocatore     | Presenze | Reti    | Presenze     | Reti         | Presenze | Reti   |
| ------------- | -------- | ------- | ------------ | ------------ | -------- | ------ |
| G. Bertarelli | 15       | 2       | ?            | ?            | 15+      | 2+     |
| V. Damiano    | 30       | 4       | ?            | ?            | 30+      | 4+     |
| F. Donatello  | 4        | 0       | ?            | ?            | 4+       | 0+     |
| L. Farina     | 37       | 1       | ?            | ?            | 37+      | 1+     |
| G. Galuppi    | 28       | 2       | ?            | ?            | 28+      | 2+     |
| F. Giorgini   | 3        | 0       | ?            | ?            | 3+       | 0+     |
| G. Magi       | 9        | 0       | ?            | ?            | 9+       | 0+     |
| R. Micelli    | 37       | 0       | ?            | ?            | 37+      | 0+     |
| A. Nardin     | 36       | -26     | ?            | ?            | 36+      | -26+   |
| S. Orlandi    | 34       | 0       | ?            | ?            | 34+      | 0+     |
| E. Parolini   | 3        | 0       | ?            | ?            | 3+       | 0+     |
| M. Pasqualini | 5        | 1       | ?            | ?            | 5+       | 1+     |
| E. Perego     | 34       | 4       | ?            | ?            | 34+      | 4+     |
| R. Quadalti   | 12       | 1       | ?            | ?            | 12+      | 1+     |
| M. Rossi      | 3        | -1      | ?            | ?            | 3+       | -1+    |
| A. Taddei     | 5        | 0       | ?            | ?            | 5+       | 0+     |
| G. Tanello    | 36       | 0       | ?            | ?            | 36+      | 0+     |
| L. Tonani     | 37       | 0       | ?            | ?            | 37+      | 0+     |
| B. Vergani    | 36       | 0       | ?            | ?            | 36+      | 0+     |
| S. Vezzoso    | 35       | 0       | ?            | ?            | 35+      | 0+     |